# 公平貿易認證組織
公平貿易認證組織（FLOCERT），是全球最大的公平貿易稽查與認證單位。FLO-CERT是2004年1月自國際公平貿易標籤組織分出來的兩個組織之一（另一為國際公平貿易標籤組織）。
FLO-CERT目前接受稽核與認證的生產者組織大約有600個，分布於亞、拉、非等50多個國家，總計約有一百萬名勞動者在這個體系，農民與工人各半。其根據國際標準化組織（ISO）的規範（ISO 65）來進行產品認證，並且非營利的獨立運作。

## 生產者認證
FLO-CERT確保生產者符合FLO International的所制定的公平貿易標準，而且生產者從公平貿易認證所得到的利益要確實投資在發展上。
FLO-CERT是由54個獨立的稽核人員所組成網絡來運作，他們例行性的拜訪所有的生產組織，並回報給FLO-CERT。授證的權力歸於認證委員會，該委員會由多方的關係人所組成，包含：生產者、貿易商、各國的標籤倡議者，以及專家學者。另有一個申訴委員會，負責處理所有的申訴案件。

## 貿易認證
FLO-CERT同時發展一個貿易的稽核系統，用以確保貿易商與零售商符合公平貿易的標準。這個措施是為了確保每個貼有公平貿易標章的商品在售給消費者時，其內容物的確來自於公平貿易組織認證的生產者，並且是在公平貿易規範下的價格交易。在FLO-CERT位於波昂總部的協助下，目前有18位稽查員在各地處理貿易認證。與生產者認證相似，貿易認證的決定權在獨立運作的認證委員會，此外還有一個申訴委員會，負責處理所有的申訴案件。
公平貿易的特許商（Fairtrade licensees，與國際公平貿易標籤組織簽有標章授權合約的公司）也必須接受FLO-CERT的稽查，雖然這通常是由地區的標籤倡議者來負責；此外，法國、西班牙與德國是由FLO-CERT直接稽查。

## ISO 65認證
FLO-CERT的認證機制是依據國際標準化組織的規範（ISO 65），但尚未完全認證。該項認證所要求的項目如下：
- 獨立：認證組織必須排除足以影響認證決定的任何外在壓力。

- 透明：審核與認證程序必須透明，並且事先向所有的申請單位說明。

- 品質：如果有適當的內部控制機制，認證的決策就可以保有一致性與適當性。例如：成立品質把關系統，因為，例行性的內部稽核是發現問題與持續改進的必要措施。

- 公平：所有的生產者都必須被公平的對待。

## 外部連結
- FLO-CERT （页面存档备份，存于）